# Ceratocapsus barbatus
Ceratocapsus barbatus är en insektsart som beskrevs av Knight 1927. Ceratocapsus barbatus ingår i släktet Ceratocapsus och familjen ängsskinnbaggar. Inga underarter finns listade i Catalogue of Life.